# Xã Hendrickson, Quận McHenry, Bắc Dakota
Xã Hendrickson (tiếng Anh: Hendrickson Township) là một xã thuộc quận McHenry, tiểu bang Bắc Dakota, Hoa Kỳ. Năm 2010, dân số của xã này là 55 người.